# РШВСМ (футбольный клуб, Алма-Ата)
РШВСМ — бывший казахстанский футбольный клуб из Алма-Аты. Основан не позднее 1954 года. Играл во Второй (1980—1989) и Второй низшей (1991) лигах СССР.

## Названия
- 1980—1988 — СКИФ (Спортивный клуб института физкультуры).
- 1989 — РШВСМ (Республиканская школа высшего спортивного мастерства).
- 1991 — «Олимпия».
- 1992—1993 — РШВСМ.

## Достижения
- 14-е место в зональном турнире Второй лиги СССР (1985).

## Тренеры
- Ястребов, Юрий Борисович (1980, 1982—1983, 1988)[1]
- Скулкин, Владимир Александрович (1986—1988)
- Байшаков, Сеильда Икрамович (1989)[2]
- Нильдыбаев Азат Абдракович (1991)[3]